# Anders Skaarup Rasmussen
Anders Skaarup Rasmussen (* 15. Februar 1989 in Odder) ist ein dänischer Badmintonspieler.

## Karriere
Anders Skaarup Rasmussen siegte 2009 im Herrendoppel bei den Iceland International. 2010 gewann er bei den Czech International die Mixedkonkurrenz und bei den Portugal International das Herrendoppel.

## Sportliche Erfolge
| Saison | Veranstaltung          | Disziplin    | Platz | Name                                           |
| ------ | ---------------------- | ------------ | ----- | ---------------------------------------------- |
| 2009   | Iceland International  | Herrendoppel | 1     | Anders Skaarup Rasmussen / René Lindskow       |
| 2010   | Czech International    | Mixed        | 1     | Anders Skaarup Rasmussen / Anne Skelbæk        |
| 2010   | Portugal International | Herrendoppel | 1     | Anders Skaarup Rasmussen / Martin Kragh        |
| 2010   | Dutch International    | Mixed        | 1     | Anders Skaarup Rasmussen / Anne Skelbæk        |
| 2013   | Denmark International  | Mixed        | 1     | Anders Skaarup Rasmussen / Lena Grebak         |
| 2014   | Finnish Open           | Herrendoppel | 1     | Anders Skaarup Rasmussen / Kim Astrup          |
| 2014   | Finnish Open           | Mixed        | 1     | Anders Skaarup Rasmussen / Lena Grebak         |
| 2015   | Swedish Masters        | Herrendoppel | 1     | Anders Skaarup Rasmussen / Kim Astrup Sørensen |